# Brentwood (Essex)
Brentwood è una cittadina nell'Essex, Inghilterra, facente parte dell'area metropolitana di Londra.
Il nome deriva dall'unione delle parole "Burnt Wood" (in inglese "Foresta Bruciata").
L'antico nome ricorda la Foresta dell'Essex, che anticamente doveva coprire quest'area.
La cittadina ha, secondo le stime del 2020, 55 502 abitanti.
La città ha stretto un gemellaggio con Roth (Germania) nel 1978 e con la città di Montbazon (Francia) nel 1994.
Ha una cattedrale cattolica (diocesi di Brentwood eretta nel 1917), eretta come piccola e poco importante chiesa parrocchiale nel 1861 e trasformata tra 1989 e 1991 da Quinlan Terry in un monumento (di stile rinascimentale italiano con elementi barocchi) protetto dall'Historic England.

## Storia
Secondo lo storico Robert Graves, Brentwood è il luogo dove Claudio sconfisse gli antichi Britanni nel 44 d.C.

## Infrastrutture e trasporti

### Strade e autostrade
- (Hawley-West Thurrock)
- (Lowestoft-Blackwall) con due svincoli:
  - Junction 11 (Brook Street)
  - Junction 12 (Maryland Interchange)
- (Orsett-Chipping Ongar)
- (Shenfield-Hadleigh)
- (Brentwood-Mountnessing)

### Ferrovia
La stazione ferroviaria, locata a sud rispetto al centro città è servita dalla Elizabeth Line, nella diramazione per il sobborgo di Shenfield. Proprio a quest'ultima stazione passano anche i treni di Greater Anglia per Liverpool Street.

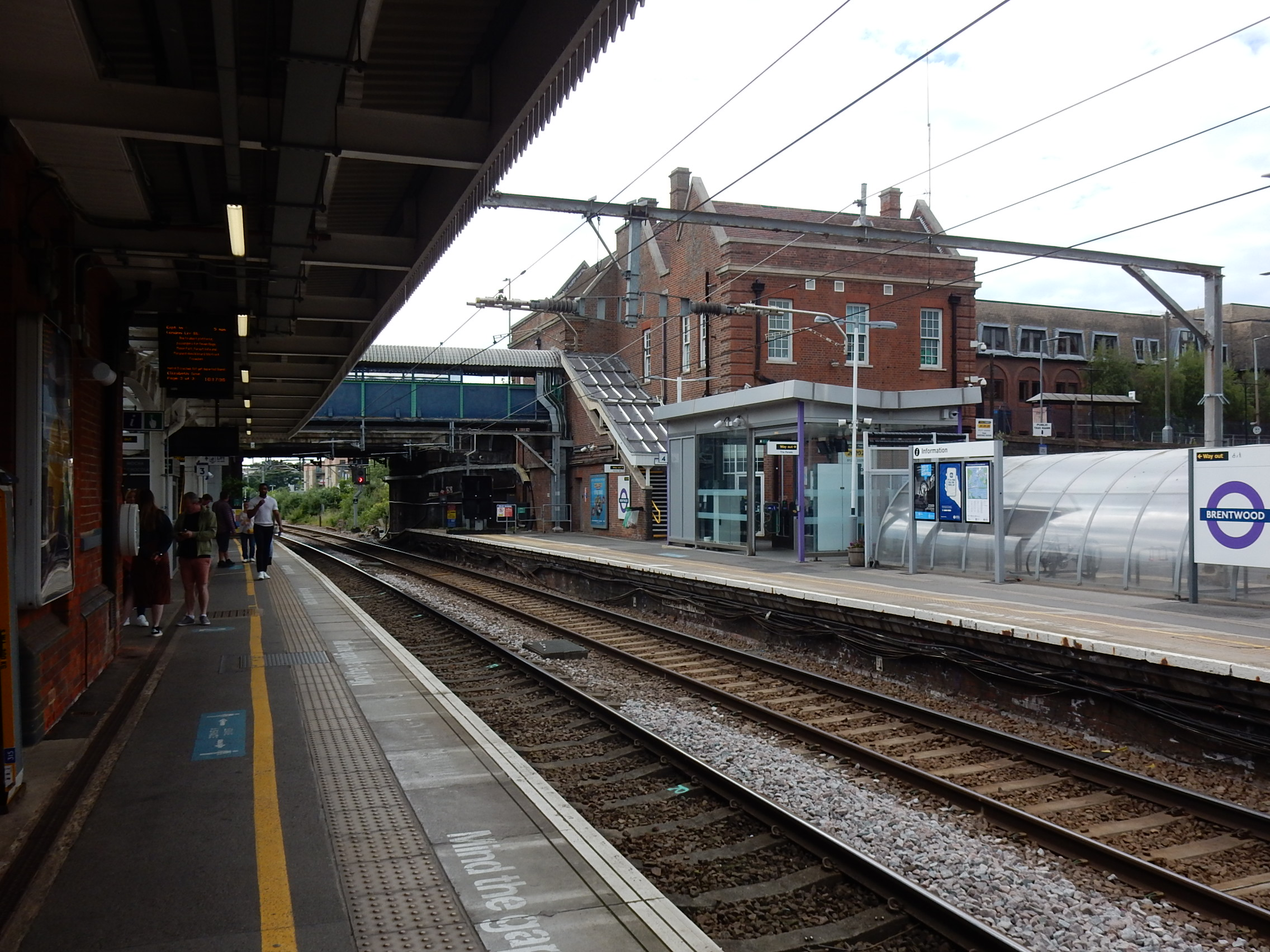
La stazione di Brentwood nel 2022

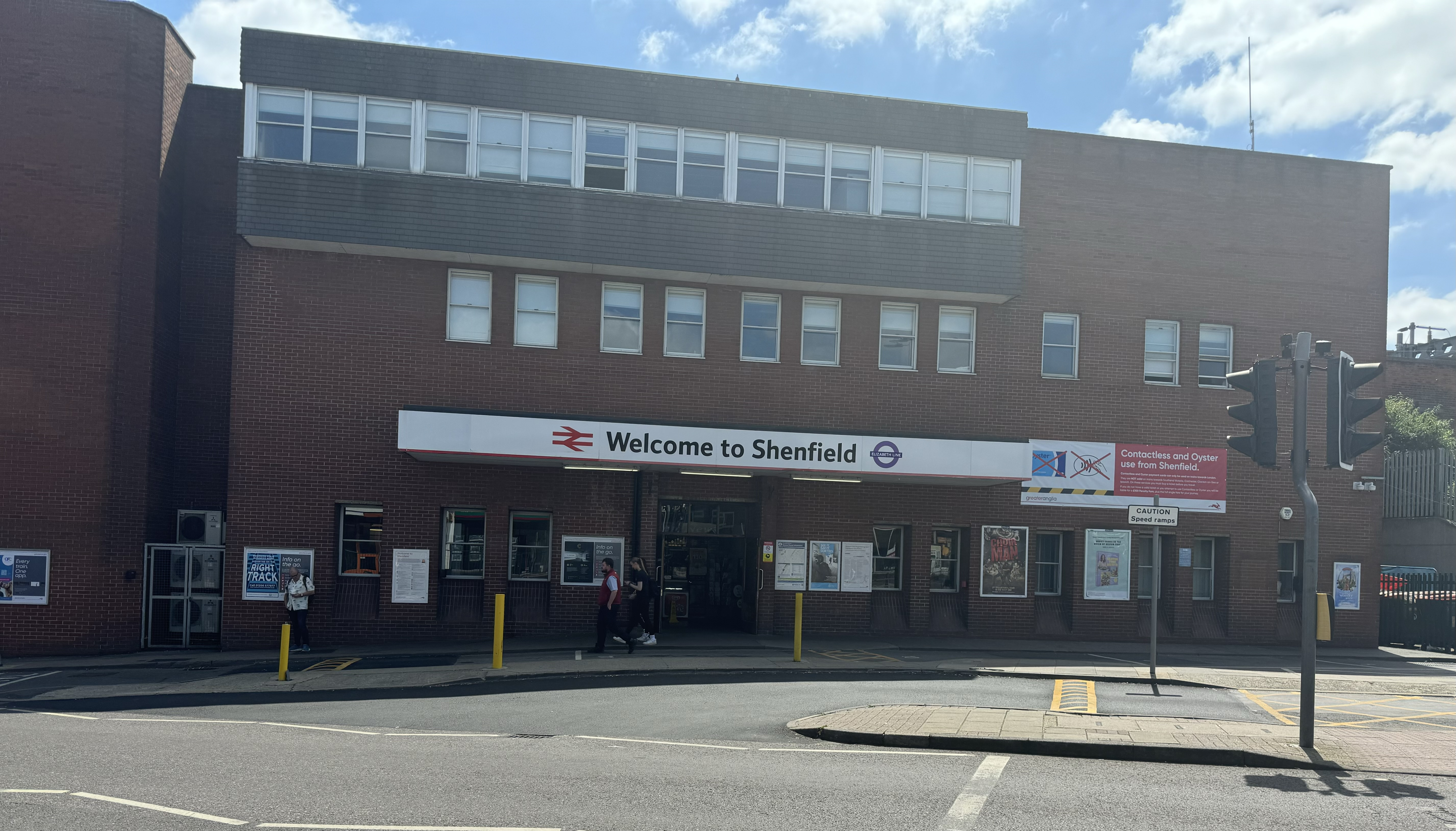
La stazione di Shenfield nel 2024